# Riu Trubij
El Trubij (en ucraïnès: Трубіж) és un afluent per l'esquerra del riu Dnièper, que flueix a través d'Ucraïna. Té una longitud de 113 km i una conca hidrogràfica de 4.700 km².
Desemboca al pantà de Kàniv del riu Dnièper, que rep el seu nom de Kàniv. No ha de confondre's amb el riu Trúbej de Rússia (tots dos s'escriuen igual en rus: Трубеж). La principal ciutat a les seves ribes és Pereiàslav.